# Yoshi (genre)
Cet article concerne le tigre à dents de sabre. Pour le personnage du jeu-vidéo, voir Yoshi.
Genre
Yoshi est un genre fossile de félins de la sous-famille des machairodontes et de la tribu des Metailurini.

## Systématique
Le genre Yoshi a été créé en 2014 par les paléontologues Nikolai Spassov (d) et Denis Geraads (d).

## Découverte
Ses fossiles ont été décrits à partir de gisements datant du Miocène supérieur (Turolien dans l'échelle stratigraphique régionale des mammifères terrestres européens). Ils proviennent de la péninsule balkanique, mais aussi de spécimens de chinois autrefois attribués au genre Metailurus. Yoshi a été décrit comme potentiellement synonyme de Metailurus, bien que cela soit difficile à confirmer pour le moment. 

## Description
L'holotype est un crâne qui présente des similitudes remarquables avec le guépard moderne. Yoshi est de taille intermédiaire entre le lynx et le couguar et, en se basant sur plusieurs squelettes non encore publiés, aurait peut-être eu un mode de vie similaire à celui du guépard, mieux adapté à la vitesse et à la poursuite rapide que la plupart des autres machairodontes qui étaient eux plus aptes à l'embuscade et à la chasse de gros animaux, se déplaçant relativement lentement,.

## Liste d'espèces
Dans leur publication, les auteurs listent les espèces suivantes :
- † Yoshi garevskii Spassov & Geraads, 2014 - nouvelle espèce
- † Yoshi minor (Zdansky, 1924) - créé initialement sous le protonyme de Metailurus minor

## Étymologie
Le nom binomial, Yoshi, reprend le nom donné à l'un des chats préférés de Nikolai Spassov.

## Publication originale
- (en) Nikolai Spassov et Denis Geraads, « A New Felid from the Late Miocene of the Balkans and the Contents of the Genus Metailurus Zdansky, 1924 (Carnivora, Felidae) », Journal of Mammalian Evolution, Springer Science+Business Media, vol. 22, no 1,‎ 15 mai 2014, p. 45-56 (ISSN 1064-7554 et 1573-7055, DOI 10.1007/S10914-014-9266-5).